# دختران تقویم (فیلم ۲۰۱۵)
دختران تقویم (به انگلیسی: Calendar Girls) فیلمی محصول سال ۲۰۱۵ و به کارگردانی مادور باندارکار است. در این فیلم بازیگرانی همچون آکانکشا پوری، آوانی مودی، کیرا دات، روحی سینگ، ساتاروپا پین، ایندرانیل سنگوپتا، میتا واشیشت، کیران کومار، مادور باندارکار، سامیکشا باتناگار و تانجو ویروانی ایفای نقش کرده‌اند.